# Georges Deneubourg
Georges Félix François Léon Deneubourg dit Georges Deneubourg ou Deneubourg, né  le 22 novembre 1860 dans le 2e arrondissement de Paris et mort le 23 mars 1936 à Couilly-Pont-aux-Dames (Seine-et-Marne), est un acteur de théâtre et de cinéma français.

## Biographie
Georges Deneubourg commence sa carrière d'acteur au théâtre et joue notamment à plusieurs reprises aux côtés de Sarah Bernhardt, notamment dans L'Aiglon d'Edmond Rostand en 1900 (avec Lucien Guitry) et Angelo, tyran de Padoue de Victor Hugo en 1905 (avec Maxime Desjardins).
Il a eu également pour partenaires sur les planches, Ida Rubinstein (Le Secret du Sphynx de Maurice Rostand en 1924) et Madame Simone (La Vierge au grand cœur de François Porché en 1925).
Au cinéma, il apparaît pour la première fois dans La Reine Élisabeth, court métrage muet d'Henri Desfontaines et Louis Mercanton (avec Sarah Bernhardt dans le rôle-titre), sorti en 1912. Puis, à partir de 1917, il en tourne une quarantaine d'autres, majoritairement français, le dernier étant Madame Bovary de Jean Renoir (avec Valentine Tessier et Pierre Renoir), sorti en 1933.
S'y ajoutent deux films allemands (dont la version française de La Belle Aventure de Reinhold Schünzel en 1932, avec Jean Périer et Paule Andral), quelques coproductions (dont le film muet franco-espagnol Grand Gosse de Benito Perojo en 1926, avec Suzy Vernon et Maurice Schutz), ainsi que quatre films muets américains (dont La Treizième Chaise de Léonce Perret en 1919, avec Creighton Hale).
Il tourne également L'Abbé Constantin de Julien Duvivier (1925, avec Jean Coquelin et Pierre Stéphen), Les Nouveaux Messieurs de Jacques Feyder (1929, avec Gaby Morlay et Albert Préjean), ou encore L'Aiglon de Victor Tourjansky (adaptation de la pièce éponyme pré-citée, 1931, avec Jean Weber et Victor Francen).
Il est l'oncle de l'actrice franco-américaine Suzanne Caubet.

## Théâtre (sélection)
(pièces jouées à Paris, au Théâtre de la Ville – Sarah-Bernhardt, sauf mention contraire)
- 1897 : La Samaritaine d'Edmond Rostand, musique de scène de Gabriel Pierné, avec Sarah Bernhardt, Jules Laroche, au Théâtre de la Renaissance (production reprise au Théâtre de la Ville – Sarah-Bernhardt en 1899, 1902 et 1903)
- 1899 : La Tragique Histoire d'Hamlet, prince de Danemark (Hamlet) de William Shakespeare, adaptation d'Eugène Morand et Marcel Schwob, musique de scène de Gabriel Pierné, avec Sarah Bernhardt, Pierre Magnier
- 1900 : L'Aiglon d'Edmond Rostand, avec Sarah Bernhardt, Lucien Guitry, André Calmettes
- 1902 : Nini l'Assommeur de Maurice Bernhardt, au Théâtre de la Porte-Saint-Martin
- 1902 : La Femme de Claude d'Alexandre Dumas fils
- 1902 : La Samaritaine d'Edmond Rostand, théâtre Sarah-Bernhardt
- 1902 : Théroigne de Méricourt de Paul Hervieu, avec Sarah Bernhardt, Alexandre Arquillière, Jean Dara, Édouard de Max
- 1903 : La Tosca de Victorien Sardou, avec Sarah Bernhardt, Maxime Desjardins (production reprise en 1909)
- 1903 : Le Maquignon de Virgile Josz et Louis Dumur
- 1904 : Varennes d'Henri Lavedan et G. Lenotre, avec Sarah Bernhardt, Maxime Desjardins, Jean Angelo
- 1905 : Angelo, tyran de Padoue de Victor Hugo, avec Sarah Bernhardt, Maxime Desjardins, Jean Angelo
- 1905 : Esther de Jean Racine, avec Sarah Bernhardt
- 1906 : La Vierge d'Avila ou Sainte-Thérèse de Catulle Mendès, musique de scène de Reynaldo Hahn, avec Sarah Bernhardt, Jean Angelo, Guy Favières, Max Maxudian
- 1907 : Adrienne Lecouvreur de Sarah Bernhardt, avec Jean Angelo, Guy Favières, Jules Laroche, Sarah Bernhardt
- 1913 : Jeanne Doré de Tristan Bernard, avec Sarah Bernhardt, Raymond Bernard, Guy Favières, Jules Laroche, Max Maxudian
- 1924 : Le Secret du Sphynx de Maurice Rostand, avec Ida Rubinstein, Jean Yonnel
- 1925 : La Vierge au grand cœur de François Porché, mise en scène de Madame Simone, avec Pierre Blanchar, André Bacqué, Jean Yonnel, Madame Simone, au Théâtre de la Renaissance

## Filmographie complète
(films français, sauf mention contraire ou complémentaire)
- 1912 : La Reine Élisabeth ou Les Amours de la reine Élisabeth d'Henri Desfontaines et Louis Mercanton [3]
- 1917 : Mères françaises de René Hervil et Louis Mercanton
- 1917 : La Chute des Romanov (The Fall of the Romanoffs) d'Herbert Brenon [4]
- 1919 : La Treizième Chaise (The Thirteenth Chair) de Léonce Perret [4]
- 1919 : The Right to Lie d'Edwin Carewe [4]
- 1920 : La Flétrissure ou Une âme à la dérive (Tarnished Reputations) d'Herbert Blaché, Alice Guy et Léonce Perret[4]
- 1922 : La Fille des chiffonniers d'Henri Desfontaines
- 1922 : Mon p'tit de René Plaissetty
- 1922 : Ziska, la danseuse espionne d'Henri Andréani
- 1922 : Don Juan et Faust de Marcel L'Herbier
- 1923 : Petit Hôtel à louer de Pierre Colombier
- 1923 : La Mendiante de Saint-Sulpice de Charles Burguet
- 1923 : Vidocq de Jean Kemm
- 1923 : La Garçonne d'Armand Du Plessy
- 1923 : La Dame de Monsoreau de René Le Somptier : le comte de Méridor
- 1923 : L'Affaire du courrier de Lyon de Léon Poirier : l'accusateur public
- 1924 : Kean ou Désordre et génie d'Alexandre Volkoff
- 1924 : Credo ou la Tragédie de Lourdes de Julien Duvivier
- 1924 : L'Aventurier de Maurice Mariaud et Louis Osmont
- 1924 : La Gitanilla d'André Hugon
- 1924 : J'ai tué ou Fidélité de Roger Lion
- 1924 : L'Arriviste d'André Hugon
- 1925 : L'Abbé Constantin de Julien Duvivier
- 1925 : Les Murailles du silence de Louis de Carbonnat
- 1926 : Grand Gosse (El Marino Español) de Benito Perojo [5]
- 1928 : Jalma la double de Roger Goupillières
- 1928 : La Valse de l'adieu d'Henry Roussel
- 1929 : Le Prince Jean de René Hervil
- 1929 : Mon béguin d'Hans Behrendt
- 1929 : Ces dames aux chapeaux verts d'André Berthomieu
- 1929 : Maternité de Jean Benoît-Lévy
- 1929 : Cagliostro (Cagliostro - Liebe und Leben eines großen Abenteurers) de Richard Oswald [6]
- 1929 : Les Nouveaux Messieurs de Jacques Feyder
- 1929 : Le Crime de Sylvestre Bonnard d'André Berthomieu
- 1930 : La Femme et le Rossignol d'André Hugon
- 1931 : Ronny de Reinhold Schünzel et Roger Le Bon [7]
- 1931 : Gagne ta vie d'André Berthomieu
- 1931 : L'Aiglon de Victor Tourjansky
- 1932 : En plein dans le mille d'André Chotin
- 1932 : La Belle Aventure (Das Schöne Abenteuer) de Reinhold Schünzel [7]
- 1932 : Un homme sans nom (Mensch ohne namen) de Gustav Ucicky et Roger Le Bon [7]
- 1932 : Coups de roulis de Jean de La Cour
- 1932 : Tumultes (Stürme der Leidenschaft) ) de Robert Siodmak [7]
- 1933 : Les Ailes brisées  d'André Berthomieu
- 1934 : Madame Bovary de Jean Renoir